# Ivan Mráz
Pour les articles homonymes, voir Mráz.
Ivan Mráz, né le 24 mai 1941 à Levoča et mort le 18 mai 2024, est un footballeur puis entraîneur tchécoslovaque. Il joue au poste d'attaquant de la fin des années 1950 au début des années 1970.
Après des débuts au Slovan Bratislava, il joue au Sparta Prague avec qui il remporte le championnat de Tchécoslovaquie en 1965, au Dukla Prague et enfin au MVV Maastricht.
Il compte quatre sélections pour cinq buts inscrits en équipe nationale. Il remporte  la médaille d'argent avec la Tchécoslovaquie olympique aux Jeux olympiques d'été de 1964.
Devenu entraîneur, il dirige pendant une saison le Sparta Prague, puis entraîne les équipes costariciennes du LD Alajuelense ainsi que la sélection nationale du Costa Rica. Son dernier poste est occupé en 2011 avec l'UCR.

## Biographie

### En club
Ivan Mráz joue en Tchécoslovaquie et aux Pays-Bas. Au sein des compétitions européennes, il dispute 17 matchs en Coupe d'Europe des clubs champions (12 buts) et cinq matchs en Coupe des coupes (six buts).
Il atteint à trois reprises les quarts de finale de la Coupe des clubs champions, en 1966, 1967 et enfin 1968. Il joue également les quarts de finale de la Coupe des coupes en 1963.
Le 16 septembre 1964, il est l'auteur d'un quadruplé, lors du premier tour de la Coupe des coupes, contre le club chypriote d'Anorthosis Famagouste. Son équipe s'impose sur le très large score de 10-0. Il terminera meilleur buteur de la compétition. Par la suite, le 29 septembre 1965, il marque un triplé contre l'équipe suisse de Lausanne Sports, lors du premier tour de la Coupe des champions.

### En équipe nationale
Ivan Mráz inscrit cinq buts en équipe de Tchécoslovaquie, en seulement quatre matchs.
Il inscrit ses deux premiers buts le 29 avril 1964, en amical contre l'Allemagne (victoire 3-4 à Ludwigshafen). Il inscrit son troisième but le 17 mai 1964, en amical contre la Yougoslavie (défaite 2-3 à Prague). Il marque ses deux derniers buts le 21 novembre 1965, contre la Turquie. Ce match gagné 3-1 à Brno rentre dans le cadre des éliminatoires du mondial 1966.
Il participe avec l'équipe olympique aux Jeux olympiques d'été de 1964 organisés à Tokyo. Lors du tournoi olympique, il joue cinq matchs. En phase de poule, il inscrit un doublé contre la Corée du Sud, puis un but contre l'Égypte. Il marque ensuite un but contre le Japon en quart, puis un autre but contre l'Allemagne en demi. La Tchécoslovaquie s'incline en finale contre la Hongrie.

## Palmarès

### équipe de Tchécoslovaquie
- Jeux olympiques de 1964 :
  -  Médaille d'argent[12].

### Slovan Bratislava
- Coupe de Tchécoslovaquie :
  - Vainqueur : 1962 et 1963.

### Sparta Prague
- Championnat de Tchécoslovaquie :
  - Champion : 1965.
  - Vice-champion : 1966.
- Coupe de Tchécoslovaquie :
  - Vainqueur : 1964.